# Go, Johnny, Go
Pour les articles homonymes, voir Go, Johnny, Go!.
Compilations par Johnny Hallyday
Johnny Hallyday Nashville session 62
(1990) Faces à faces
(2009)
Go, Johnny, Go est la compilation, en coffret CD-DVD, de l'émission télévisée Les Enfants du rock consacrée à Johnny Hallyday et diffusée, en 1984 sur Antenne 2, sous le titre Go, Johnny, Go à Nashville.
Le coffret Go, Johnny, Go sort en 2007. Le CD propose l'intégralité des chansons diffusées (plus quelques bonus), le DVD l'émission dans son intégralité. Son titre est un clin d’œil au film Go, Johnny, Go! de 1959, ainsi qu'au refrain de la chanson Johnny B. Goode de Chuck Berry.

## Autour de l'albumGo, Johnny, Go
- Référence originale : Mercury Universal 984 846-0

15 titres du CD sont extraits de l'émission Les Enfants du rock.
Les chansons en supplément, Je te ferai danser, Un homme simple, Reste ici, Peut-être bien ont été enregistrés à Nashville en 1983. La chanson Gabrielle enregistrée en duo avec Tony Joe White, est à l'époque restée inédite.
Le DVD propose le reportage Go, Johnny, Go à Nashville diffusée sur Antenne 2 lors de l'émission Les Enfants du rock, du 10 mars 1984 (voir également l'album de 1984 Spécial Enfants du rock).

## Les titres
| No  | Titre                                                                                 | Auteur                                                                                 | Durée |
| --- | ------------------------------------------------------------------------------------- | -------------------------------------------------------------------------------------- | ----- |
| 1.  | Toi, tais-toi                                                                         | Pierre Billon, Claude Lemesle - Johnny Hallyday, Éric Bouad, Éric Bamy                 | 4:13  |
| 2.  | Mon p'tit loup (ça va faire mal) (Betty Lou Going Out Tonight)                        | Bob Seger - adaptation : Pierre Billon, Johnny Hallyday                                | 2:45  |
| 3.  | Blue Suede Shoes (avec Carl Perkins)                                                  | Carl Perkins                                                                           | 2:29  |
| 4.  | Je te ferai danser (Keyth Sykes)                                                      | adaptation : Johnny Hallyday, Claude Lemesle                                           | 2:24  |
| 5.  | J'aimerais pouvoir souffrir encore comme ça (I Wish That I Could Hurt This Way Again) | Kenny Rogers - adaptation : Long Chris, Pierre Billon                                  | 3:22  |
| 6.  | Si j'étais un charpentier-If I Were A Carpenter (avec Emmylou Harris)                 | Tim Hardin - adaptation : Long Chris                                                   | 2:45  |
| 7.  | Un homme simple (Simple Mind)                                                         | adaptation : Bob Decout                                                                | 3:22  |
| 8.  | Saoule à mourir                                                                       | Claude Lemesle, Pierre Billon - Éric Bamy, Johnny Hallyday                             | 2:54  |
| 9.  | That's All Right (Mama) (avec les Stray Cats)                                         | Arthur Crudup                                                                          | 1:54  |
| 10. | Reste ici (Stand By Me)                                                               | Elmo Glick, Ben E. King - adaptation : Pierre Billon                                   | 3:53  |
| 11. | Nashville Blues (avec Don Everly)                                                     | Felice Bryant, Boudleaux Bryant - adaptation : Pierre Billon                           | 3:01  |
| 12. | Je sais que tu ne peux pas trouver mieux ailleurs (I Betcha You Gonna Like It)        | B. Killen, R. Riley - adaptation : Pierre Billon, Long Chris                           | 2:56  |
| 13. | Polk Salad Annie (avec Tony Joe White)                                                | Tony Joe White                                                                         | 5:30  |
| 14. | Gabrielle (avec Tony Joe White)                                                       | Tony Cole - Long Chris, Patrick Larue                                                  | 3:45  |
| 15. | Les années mono                                                                       | Claude Lemesle - Johnny Hallyday, Éric Bamy                                            | 2:14  |
| 16. | Honey Don't (avec Carl Perkins)                                                       | Carl Perkins                                                                           | 2:46  |
| 17. | Peut-être bien (Maybe Baby)                                                           | Buddy Holly, Norman Petty, C. Hardin - adaptation : Pierre Billon                      | 2:34  |
| 18. | Quand ça vous brise le cœur (That's When Your Heartache Begins)                       | George Brown, Fred Fisher, William Raskin - adaptation : Johnny Hallyday, Georges Aber | 3:56  |
| 19. | Johnny, reviens !-Johnny B. Goode (avec les Stray Cats et Carl Perkins)               | Chuck Berry - adaptation Manou Roblin                                                  | 2:43  |
| 20. | L'idole des jeunes (Teenage Idol)                                                     | Jack Lewis - adaptation : Ralph Bernet                                                 | 5:17  |

## Musiciens
- Guitare : Pierre Billon, Reggie Young, Dale Sellers, Russ Hicks
- Basse électrique : Mike Leech, Éric Bouad
- Contrebasse, Basse acoustique : Jack Williams
- Batterie : Gene Chrisman, Kenneth Buttrey
- Claviers : Marcus "Pig" Robbins
- Harmonica : Charlie McCoy
- Cuivres : Georges Tippwell, Terry Head, Denis Solee
- Violon : Carl Gorodetsky, Denis Goode, Nashville String Machine
- Chœurs : Lea Jane Berinatti, Karen Taylor Goove, Jody Rodman, Érick Bamy, Pierre Billon, Éric Bouad
- Ingénieur du son : Charlie Talent